# إيلينا بيتريني
إيلينا بيتريني هي لاعبة كرة طائرة إيطالية ولدت في 17 مارس 2000، شاركت مع منتخب إيطاليا في أولمبياد 2020.

## روابط خارجية
- إيلينا بيتريني على موقع الاتحاد الدولي beach volleyball database (الإنجليزية)
- إيلينا بيتريني على موقع الاتحاد الأوروبي (الإنجليزية)
- إيلينا بيتريني على موقع عالم الكرة الطائرة (الإنجليزية)
- إيلينا بيتريني على موقع دوري الدرجة الأولى الإيطالي للكرة الطائرة - سيدات (الإيطالية)
- إيلينا بيتريني على موقع أوليمبيديا (الإنجليزية)